# 兼子宙
兼子宙（かねこ ひろし、1909年1月26日 - 1989年1月10日）は、日本の心理学者。

## 略歴
東京出身、別名・狩野寧武。
兄は民事訴訟法学者の兼子一、弟は海軍軍人の兼子正。
1931年東京帝国大学文学部心理学科卒。1932年海軍技術研究所技師、1946年労働省労政局調査員、1948年人事院能率局長、1953年広島大学教育学部教授、1959年早稲田大学生産研究所教授、1971年職業研究所長、1980年人材カレッジ顧問。
1955年フルブライト交換研究員としてミシガン大学で1年間研究を行なった。1979年日本応用心理学会名誉会員、1983年日本心理学会名誉会員、1981年勲三等旭日中綬章を受章。

## 著書
- 『輿論の心理』羽田書店 1947
- 『勤務成績評定法 考課制度立案の手引』狩野寧武 日本労務研究会 1951
- 『経営心理学入門』ダイヤモンド社 1963
- 『企業内教育訓練 新版』テキスト双書 日本労働協会 1983
- 『中高年期の心理 生活と仕事の再設計』 (現代心理学ブックス 大日本図書 1984
- 『老いを生きる 高齢化社会をむかえて』 (現代心理学ブックス 大日本図書 1988

### 共編著
- 『現代社会心理学 第3巻  人間関係の心理』兼子宙 等著 中山書店 1958
- 『モラール』 (経営の心理) 編. 筑摩書房 1959
- 『職場の人間関係 組織の中の人間』 (心理学入門講座) 編. 大日本図書 1961
- 『家庭の人間関係 明るい家庭の設計』 (心理学入門講座) 編. 大日本図書 1961
- 『経営心理学講座』全5巻 相良守次ほか共編 ダイヤモンド社 1963-64
- 『現代労務管理全書 第7巻 新しい人間関係管理』編 日本生産性本部 1965
- 『銀行の管理者 部下の能力開発とOJT』 (経営実務選書) 編. 近代セールス社, 1967
- 『産業視聴覚ガイドブック』兼子宙 等編. 丸善 1967
- 『勤労意欲 モティベーション・マネジメント』 (職場の人間革新) 兼子宙 等共著. 大日本図書 1968
- 『現代日本の共同体 4 職場職業社会』編著 学陽書房 1973
- 『配置管理の新路線 現業員・技術者・管理者・中高年者の活用策』編. 日本経営者団体連盟弘報部 1976
- 『管理・監督者のための職場の人間関係』 (生産性労働選書)兼子宙 [ほか]共著. 日本生産性本部労働資料センター 1978

### 翻訳
- S.A.リウイソン『労働と経営 新しい労資関係』好学社 1949
- D.C.ペルツ, F.M.アンドリュース『創造の行動科学 科学技術者の業績と組織』監訳, 長町三生[等]訳. ダイヤモンド社 1971

## 論文
- 宮考一ほかと共著「児童の学級内に作る友人関係について - 学級形態の研究 (1) - (3)」『心理学研究』第6巻2輯 1931 - 7巻3輯 1932
- 「児童の遊戯に於ける集団の形成」『教育心理学研究』第6巻 1931
- 「学級の形態」『岩波講座教育科学・第11冊』岩波書店 1932
- 「一人子の学級内での人気」『教育心理研究』第7巻11号 1932
- 「各兵科の適性と訓練」『現代心理学7. 国防心理学』河出書房 1941
- 「人事管理」『心理学講座11. 経済心理学』中山書店 1954
- 「産業能率と職業指導」『職業指導講座2. 基礎編II』中山書店 1955
- 「教育心理学と関連科学3. 社会工学」『現代教育心理学大系1. 総論』中山書店 1958
- 「集団の変容」『講座現代社会心理学3. 人間関係の心理』中山書店 1958
- 「経営者の心理」『講座現代社会心理学7. 経済と政治の心理』中山書店 1961